# Увид
Увиђање је процес којим се изненада, сагледавањем битних односа међу појавама, долази до траженог решења у проблем ситуацији. Зато се овај доживљај популарно назива „аха доживљај”. Синоним илуминација. У терапији, то је процес сагледавања властитих, до тада потиснутих садржаја. Увиђање је тежак и спор процес, јер га ометају исте оне снаге које су довеле до потискивања у виду разноликих отпора. Зато терапеут настоји да својим интерпретацијама снова, симптома и понашања несвесно преведе у свесно, односно да клијенту омогући долажење до увида. Увиђање у терапији подразумева да клијент, не само интелектуално разуме своје несвесне мотиве и комплексе, него и да их емоционално доживи и прихвати, што води реструктурацији и суштинском преображају понашања личности.